# Brendan Shorte
Brendan Shorte (1952. június 29. –) ír nemzetközi labdarúgó-játékvezető.

## Pályafutása

### Nemzetközi játékvezetés
Az Ír labdarúgó-szövetség Játékvezető Bizottsága (JB) 1993-ban terjesztette fel nemzetközi játékvezetőnek, a Nemzetközi Labdarúgó-szövetség (FIFA) bíróinak keretébe. Több nemzetek közötti válogatott és klubmérkőzést vezetett. Az ír nemzetközi játékvezetők rangsorában, a világbajnokság-Európa-bajnokság sorrendjében többedmagával a 4. helyet foglalja el 4 találkozó szolgálatával. Az aktív nemzetközi játékvezetéstől 1997-ben a FIFA 45 éves korhatárát elérve búcsúzott. Válogatott mérkőzéseinek száma: 6.

#### Világbajnokság
A világbajnoki döntőhöz vezető úton Egyesült Államokba a XV., az 1994-es labdarúgó-világbajnokságra a FIFA JB bíróként alkalmazta.
| Időpont         | Helyszín                                     | Mérkőzés típusa           | Mérkőzés                | Eredmény | Nézők száma |
| --------------- | -------------------------------------------- | ------------------------- | ----------------------- | -------- | ----------- |
| 1993. május 22. | Constant Vanden Stock Parc Stadion, Brüsszel | előselejtező (4. csoport) | Belgium–Feröer-szigetek | 3 : 0    | 20 641      |

#### Európa-bajnokság
Az európai-labdarúgó torna döntőjéhez vezető úton Angliába a X., az 1996-os labdarúgó-Európa-bajnokságra az UEFA JB játékvezetőként foglalkoztatta.
| Időpont             | Helyszín                    | Mérkőzés típusa           | Mérkőzés                   | Eredmény | Nézők száma |
| ------------------- | --------------------------- | ------------------------- | -------------------------- | -------- | ----------- |
| 1995. március 29.   | Tsirio Stadion, Limassol    | előselejtező (2. csoport) | Ciprus–Dánia               | 1 : 1    | 12 000      |
| 1995. május 25.     | Svangaskard Stadion, Toftir | előselejtező (8. csoport) | Feröer-szigetek–San Marino | 3 : 0    | 3 450       |
| 1995. szeptember 6. | Žalgiris Stadion, Vilnius   | előselejtező (4. csoport) | Litvánia–Ukrajna           | 1 : 3    | 6 000       |